# 궈성쿤

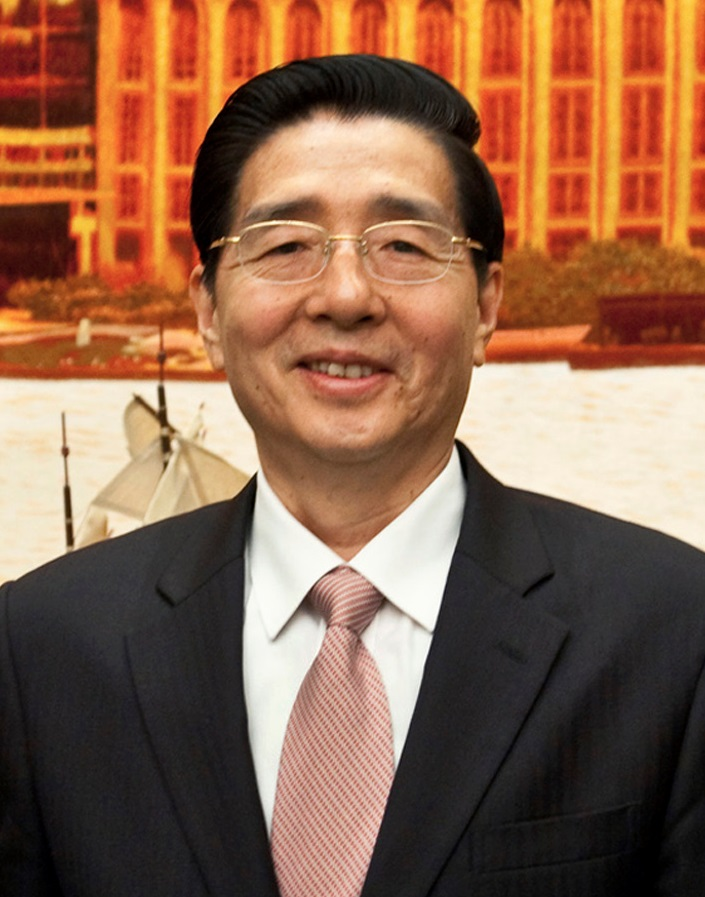

궈성쿤(郭声琨, 1954년 10월 ~ )은 중화인민공화국의 정치인이며, 하카계 출신이다. 광시 좡족 자치구 중국 공산당 당위원회 서기와 중화인민공화국 공안부장을 역임했다.

## 생애
1973년 8월 싱궈현 핑추안중학을 졸업한 궈성쿤은 중국 공산당 중앙위원회의 요청에 응답하여 지청(지식청년)으로 하방운동에 참여하여 싱궈현 우리팅인민공사에서 일을 했다. 1974년 12월, 중국 공산당에 입당했다. 1977년 장시야금학원(현재의 장시이공대학) 광산학과에 입학했고 졸업 후 1979년 12월 싱궈현의 텅스턴 광산에서 근무했다. 광산에서 당지부 서기와 생산부 주임, 행정부주임, 주임 등을 지냈고 1985년 8월에 비철금속공업총공사 책임자로 임명되었다. 1990년 5월부터 궈성쿤은 구이시은광 설립에 참여하여 구이시은광건설지휘부의 총책임자 겸 당위원회 서기를 맡았다. 1992년 중국비철금속공업총공사의 구이시은광 광산장 겸 당위원회 서기를 거쳐 1993년 중국비철금속공업총공사 난창공사 경리와 장조서기를 지냈다. 1995년 9월 중국공산당 중앙당교 중간 간부 훈련과정에 들어가 1년간 공부하였고, 1994년부터 1996년까지 중난공업대학 경영학과에서 석사 학위를 받았다.
20년 이상 야금과 비철금속 업계에서 일한 궈성쿤은 1997년 6월 베이징으로 자리를 옮겨 중국비철금속공업총공사 부총경리과 당조서기를 역임했다. 1999년 국가비철금속공업국 부국장 겸 당조성원으로 승진했다. 2000년 궈성군은 국무원 산하 대기업감독위원회 주석으로 임명되어 차관급으로 승진했다. 2001냔 중국알루미늄공사 총경리 겸 당조서기가 되었고 2002년 중앙당교에서 간부 교육 과정을 수료했다. 2002년 11월, 궈성쿤은 중국공산당 제11기 중앙후보위원으로 선출되었다. 2007년 11월 광시 좡족 자치구 당위원회 서기로 임명되었고, 2008년 1월 광시 좡족 자치구 인민대표대회  상무위원회 주임 겸 당조서기로 선출되었다. 2012년 12월, 궈성쿤은 광시 좡족 자치구 서기에서 물러나 중화인민공화국 공안부장이 임명되었고 인민무장경찰부대 정치위원을 겸임했다. 2013년 3월 제12기 전국인민대표대회 제1차 회의에서 국무위원으로 당선되었고 같은해 4월 중국공산당 중앙정법위원회 부서기로 선출되었다.
2017년 10월, 궈성쿤은 중국공산당 제19기 중앙위원으로 선출되었고 중국공산당 중앙정치국 위원과 중앙서기처 서기, 중국공산당 중앙정법위 서기로 임명되었다. 2017년 11월 공안부 부장에서 물러났다. 2018년 새로 만들어진 중앙전면의법치국 위원회 판공실 주임으로 임명되었다.